# Cornish (Oklahoma)
Cornish – miasto w Stanach Zjednoczonych, w stanie Oklahoma, w hrabstwie Jefferson.